# Gliese 382
Gliese 382 is een rode dwerg met een spectraalklasse van M2.V. De ster bevindt zich 25,14 lichtjaar van de zon.